# Henry B. Sloman (Rechtsanwalt)
Henry Brarens Sloman (* 29. Januar 1812 in Itzehoe; † 8. Juni 1867 in Pau, Frankreich) war ein deutscher Rechtsanwalt und Autor.

## Leben
Sloman war ein Sohn von John Miles Sloman (1788–1866) und dessen Ehefrau Regina, geb. Brarens. Er besuchte die Schule in Hamburg, studierte Jura und wurde 1835 in Göttingen promoviert. Danach ließ er sich als Advokat in Hamburg nieder und wurde am 15. Juni 1835 als solcher immatrikuliert. 1844 heiratete er Rebecca Wilhelmine Behrens (genannt Minna), eine Tochter des Hamburger Bankiers Wilhelm Leopold Behrens (eg. Wolf Levy Behrens). 1848 wurde er in die Hamburger Konstituante gewählt und war von März bis Mai 1849 der zweite Vizepräsident. Während dieser Zeit machte er seine Cousine, die Schriftstellerin Eliza Sloman, mit ihrem späteren Ehemann, dem Journalisten François Wille bekannt. Er wurde 1855 aus den Advokatenmatrikel gestrichen.
Um 1855 siedelte Sloman aus gesundheitlichen Gründen mit seiner Frau nach Frankreich um, wo sie bis zu seinem Tod in Paris und Pau lebten. Regelmäßiger Gast war dort auch Adolph Behrens, ein englischer Cousin seiner Frau. Nach Zeugnis des Heine-Biographen Adolf Strodtmann, soll Sloman zusammen mit dem Hamburger Wasserarzt Johann Wilhelm Heinrich Grabau im Februar 1856 der letzte Besucher am Leichnam Heinrich Heines gewesen sein. In Paris unterhielt Soman außerdem zahlreiche Kontakte zu deutschen intellektuellen, darunter die Maler Ludwig Knaus, Franz Xaver Winterhalter und Rudolf Hennenberg.
Henry B. Sloman starb am 8. Juni 1867 in Pau in Südfrankreich in folge langer Krankheit. Eine genaue Diagnose ist nicht bekannt. Seine Frau Minna ging nach seinem Tod zurück in ihre Heimatstadt Hamburg.
Sloman war ein Neffe des Hamburger Reeders Robert Miles Sloman sowie Onkel und Namensvetter des Hamburger Salpeterimporteurs Henry B. Sloman. Seine jüngere Schwester Hanna heiratete 1849 den Hamburger Wasserarzt Cäsar Stuhlmann, in dessen Wasserheilanstalt in Stuer am Plauer See er öfters zur Kur war. Sein Mittelname Brarens geht auf seinen Großvater, den Föhrer Navigationslehrer und Lotseninspekteur Hinrich Braren zurück.

## Literarisches Schaffen
In Paris lernte Sloman den Philosophen Jean Wallon kennen, mit dem er Friedrich Hegel ins Französische übersetzt. La logique subjective de Hegel ist die erste Übertragung Hegels ins Französische. Später erschien ebenfalls eine englische Fassung der Arbeit. Außerdem entstanden in den Jahren in Paris Arbeiten zur Differenzialrechnung Leibnitz’ und zum Schachspiel.
Sloman pflegte einen regen Schriftwechsel mit dem niederdeutschen Schriftsteller Klaus Groth. Zeitweise stand er außerdem in einem engen Austausch mit dem Übersetzer und ehemaligen Heine-Sekretär und Marx-Informanten Richard Reinhardt, mit dem er einige Gedichte Groths ins Französische übersetzte. Um 1859 bemühte sich um eine Übersetzung von Groths Erzählung Trina ins Englische.
Um 1852 dürfte Sloman eine erste deutsche Übersetzung von Alfred Tennysons Gedichtzyklus In Memoriam gefertigt haben die jedoch unveröffentlicht blieb.

## Schriften
- Die Competenz des Ober-Appellationsgerichtes in hamburgischen Criminalsachen. Hamburg 1841.
- Die Schrift des Herrn Dr. A. Sutor über die Supplik vom 8. Juni 1842 und ihre Bedeutung. Hamburg.
- Über die Executiv-Gewalt. Als gedruckte Rede.
- Theoretische Gedanken über Parlamente, Geschäftsordnung der Fragestellung. Gratis-Beilage zum Freischütz, Nr. 14, 1848.
- Kurzgefaßter Inhalt des in Frankreich erschienenen Werkes von M. Thiers Eigenthum, Communismus und Socialismus. Hamburg 1848.
- Karl Phil. Fischer's Grundzüge des Systems der Philosophie. 1. Theil: Die objective Logik critisirt, Hamburg 1848.
- mit J. Wallon: La logique subjective de Hegel. Paris 1854 (gallica.bnf.fr Digitalisat).
  - The subjective logic of Hegel. London 1855.
- Versuch die Differenzialrechnung auf andre als die bisherige Weise zu begründen. Paris 1856 (books.google.de Digitalisat).
- Leibnitzens Anspruch auf die Erfindung der Differentialrechnung. Leipzig 1857 (reader.digitale-sammlungen.de Digitalisat).
  - The Claim of Leibniz to the Invention of the Differential Calculus. Cambridge, 1860
- Lose Blätter, geheftet in Frankreich. Kiel 1859 (books.google.de Digitalisat).
- Leichte Blätter über die Pariser Kunstausstellung. Kiel 1859.
- Définition du jeu des échecs et théorie de l'opposition des rois. Hrsg. von F. Zugmaier. Paris 1867.